# Strei - Hațeg
Strei - Hațeg este o arie protejată (sit de importanță comunitară — SCI) din România, desemnată în scopul protejării biodiversității și menținerii într-o stare de conservare favorabilă a florei spontane și faunei sălbatice, precum și a habitatelor naturale de interes comunitar aflate în arealul zonei de protecție. Aceasta se întinde în sud-vestul Transilvaniei, pe teritoriul județului Hunedoara.

## Localizare
Aria naturală se intinde în extremitatea sud-vestică a județului Hunedoara. Acoperă parțial teritoriile administrative ale comunelor: Baru, Bănița, Bretea Română, General Berthelot, Pui, Sălașu de Sus și Sântămăria-Orlea și pe cele ale orașelor Lupeni, Hațeg și Uricani. Situl este străbătut de drumurile naționale DN66 (Târgu Jiu - Petroșani - Deva) și DN68 (Caransebeș - Hațeg).

## Înființare
Instituirea regimului de arie naturală protejată (pe o suprafață de 24.977,5 hectare) pentru situl de importanță comunitară „Strei - Hațeg” s-a făcut prin Ordinul Ministerului Mediului și Dezvoltării Durabile Nr.1964 din 13 decembrie 2007 (privind instituirea regimului de arie naturală protejată a siturilor de importanță comunitară, ca parte integrantă a rețelei ecologice europene Natura 2000 în România). Acesta se suprapune peste Geoparcul Dinozaurilor „Țara Hațegului” și include rezervațiile naturale: Paleofauna reptiliană Tuștea, Locul fosilifer cu dinozauri Sânpetru, Mlaștina de la Peșteana, Calcarele de la Fața Fetii, Vârful Poieni, Pădurea Slivuț, Fânațele cu narcise Nucșoara, Fânațele Pui și Peștera Șura Mare.
Zona reprezintă o arie naturală (păduri de conifere, păduri de foioase, păduri de amestec, păduri în tranziție, pajiști uscate, pajiști ameliorate, stepe, terenuri arabile) în Țara Hațegului, încadrată în bioregiunea geografică continentală și alpină Carpaților Meridionali. Rețeaua hidrografică principală a sitului aparține bazinelor hidrografice ale râurilor Strei și Râul Mare.

## Biodiversitate
Situl conservă cinci habitate naturale de interes comunitar (Păduri dacice de stejar și carpen, Păduri de fag de tip Luzulo-Fagetum, Păduri de stejar cu carpen de tip Galio-Carpinetum, Pajiști stepice subpanonice și Peșteri în care accesul publicului este interzis) și protejează o mare diversitate floristică și faunistică, exprimată atât la nivel de specii cât și la nivel de ecosisteme terestre.
La baza desemnării sitului se află mai multe specii de mamifere, păsări, reptile, amfibieni, pești și insecte (enumerate în anexa I-a a Directivei Consiliului European 92/43/CE din 21 mai 1992 - privind conservarea habitatelor naturale și a speciilor de faună și floră sălbatică sau aflate pe lista roșie a IUCN); precum și gamă variată de  arbori, arbusti, ierburi și flori.
Mamifere cu specii de: urs brun (Ursus arctos, lup (Canis lupus), cerb (Cervus elaphus), căprioară (Capreolus capreolus), jderul de copac (Martes martes), vidra de râu (Lutra lutra), pârșul de alun (Muscardinus avellanarius), chițcan de apă (Neomys fodiens), chițcanul de câmp (Crocidura leucodon), șoarecele de pământ (Microtus agrestis), șoarecele subpământean (Pitymys subterraneus), liliacul cu urechi de șoarece (Myotis blythii), liliacul comun (Myotis myotis), liliacul cu picioare lungi (Myotis capaccinii), liliacul de apă (Myotis daubentonii) și liliacul mare cu potcoavă (Rhinolophus ferrumequinum); 
Păsări protejate prin Directiva CE 147/CE din 30 noiembrie 2009 și Directiva 79/409/CEE din 2 aprilie 1979 (privind conservarea păsărilor sălbatice); astfel: șoimul rândunelelor (Falco subbuteo), ciuf de pădure (Asio otus), lăstun mare (Apus melba), fâsă de pădure (Anthus trivialis), bufniță (Bubo bubo), șorecar comun (Buteo buteo), cristei-de-câmp (Crex crex), porumbel de scorbură (Columba oenas), cuc (Cuculus canorus), barză albă (Ciconia ciconia), ciocănitoare neagră (Dryocopus martius), ciocănitoare de stejar (Dendrocopos medius), ciocănitoare cu spate alb (Dendrocopos leucotos), ciocănitoare de munte (Picoides tridactylus), ciocănitoarea verzuie (Picus canus), presură de munte (Emberiza cia), muscar-gulerat (Ficedula albicollis), muscar mic (Ficedula parva), ciuvică (Glaucidium passerinum), sfrâncioc roșiatic (Lanius collurio), ciocârlie-de-pădure (Lullula arborea), forfecuță gălbuie (Loxia curvirostra), codobatura albă (Motacilla alba), codobatură-de-munte (Motacilla cinerea), viespar (Pernis apivorus), pitulice de munte (Phylloscopus collybita), mugurar (Pyrrhula pyrrhula), huhurez mare (Strix uralensis), mărăcinar (Saxicola rubetra), silvie-mică (Sylvia curruca), silvie cu cap negru (Sylvia atricapilla), silvie-de-campie (Sylvia communis), graur (Sturnus vulgaris), cănăraș (Serinus serinus), mierlă (Turdus merula), mierlă gulerată (Turdus torquatus), sturz (Turdus pilaris), sturz de vâsc (Turdus viscivorus);
Reptile și amfibieni: șarpele lui Esculap (Zamenis longissimus), șopârla de câmp (Lacerta agilis), gușterul (Lacerta viridis), broasca-roșie-de-munte (Rana temporaria), ivorașul-cu-burta-galbenă (Bombina variegata), salamandra de foc (Salamandra salamandra), tritonul comun transilvănean (Triturus vulgaris ampelensis), tritonul cu creastă (Triturus cristatus); 
Pești: mreană vânătă ( Barbus meridionalis petenyi), zglăvoacă (Cottus gobio), dunăriță (Sabanejewia aurata bulgarica) și chișcar (Eudontomyzon danfordi);
Nevertebrate (raci, gândaci, greieri, fluturi): racul-de-ponoare (Austropotamobius torrentium), gândacul sihastru (Osmoderma eremita), cosașul de munte (Isophya costata), cosașul transilvan (Pholidoptera transsylvanica), cosaș (Isophya stysi) și cinci specii de fluturi (Hypodryas maturna, Euphydryas aurinia, Lycaena dispar, Maculinea teleius, Gortyna borelii lunata).
Printre speciile de plante care vegetează în arealul sitului se află mai multe rarități floristice (arbori, arbusti, ierburi și flori); dintre care unele protejate la nivel european prin aceeași Directivă CE 92/43 din 21 mai 1992.

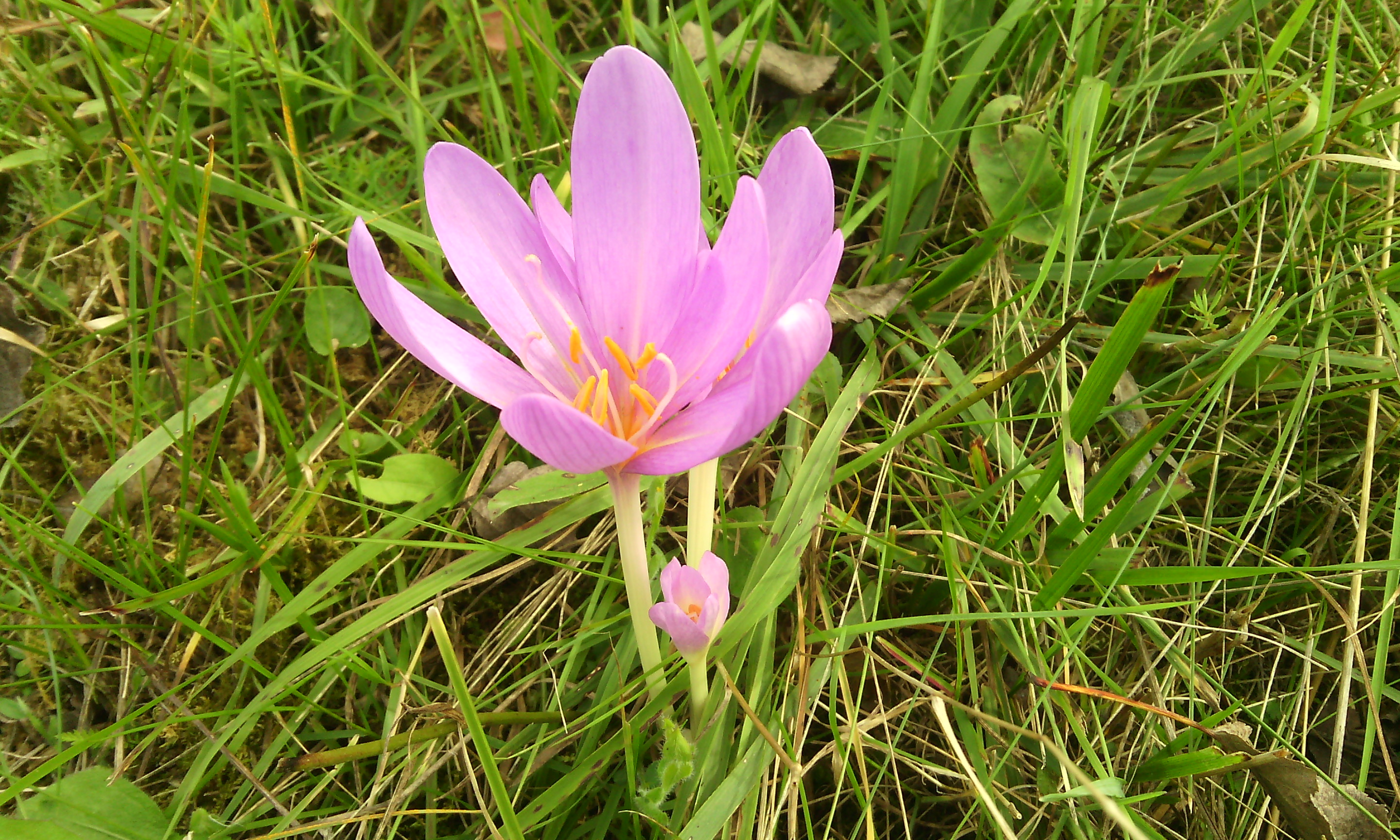
Brândușă de toamnă (Colchicum autumnale)

Arbori și arbusti: stejar (Quercus robur), fag (Fagus sylvatica), carpen (Carpinus betulus), jugastru (Acer campestre), cireș sălbatic (Cerasus avium), tei pucios (Tilia cordata), tei argintiu (Tilia tomentosa), sorb (Sorbus torminalis), clocotiș (Staphylea pinata), alun (Corilus avellana), păducel (Crataegus monogyna); 
Flori și ierburi: papucul doamnei (Cypripedium calceolus), crinul galben de pădure (Lilium carniolicum ssp. jankae), narcisă (Narcissus stellaris), sânziană albă (Galium rotundifolium), sânziană de pădure (Galium vernum), mărarul porcului (Peucedanum rochelianum), cucută de baltă (Circaea lutetiana), floarea „Paștilor” (Anemone ranunculoides), sânișoară (Saniculea europaea), dalac (Paris quadrifolia), brei (Mercurialis perennis), slăbănog (Impatiens noli-tangere), crucea voinicului (Hepatica transsilvanica), mierea-ursului (Pulmonaria rubra), colțunii-popii (Viola silvestris), flămânzică (Draba nemerosa), brândușă de toamnă (Colchicum autumnale), pochivnic (Asarum europaeum), ghiocel (Galanthus nivalis), spânz (Helleborus purpurascens), angelică (Angelica archangelica), vioreaua (Scilla bifolia), viola dacică (Centaurea retezatensis), brebenei (Coryadilis solida), trei-răi (Hepatica nobilis) și rogozuri cu specii de Carex acutiformis, Carex paniculata, Carex pendula sau  Carex diandra.

## Geodiversitate
Aflat în arealul sitului, Geoparcul Dinozaurilor „Țara Hațegului” cuprinde elemente de diversitate geologică, geomorfologică, ecologică, arheologică, istorică și culturală; reprezentate de siturile cu resturi de dinozauri de vârstă Cretacic Superior. Unicitatea, importanța științifică și atractivitatea acestor dinozaurii pitici din Depresiunea Hațeg a fost considerabil sporită odată cu descoperirile de cuiburi cu ouă și embrioni de dinozauri, ale unor mamifere contemporane acestora și a unei reptile zburătoare (Hatzegopteryx), din grupul pterozaurilor.

## Vulnerabilitate
Turismul necontrolat, poluarea cu resturi menajere, braconajul, pășunatul excesiv, exploatările forestiere ilegale ce duc la suprimarea unor habitate, arderea vegetației, distrugerea unor exemplare din flora spontană, capturarea ilegală a unor specii din fauna sălbatică a sitului, recoltarea abuzivă a fructelor de pădure și a ciupercilor, extinderea anexelor gospodărești, practicarea unor sporturi extreme (mașini de teren, ATV-uri, motociclete) ce perturbă liniștea arealului. Excepție de la toate acestea face doar rezervația naturală „Calcarele de la Fața Fetii”, unde accesul fiind foarte dificil, presiunea antropică este scăzută.

## Acces
- Drumul național DN66 pe ruta: Târgu Jiu - Bumbești-Jiu -  Petroșani - Hațeg.

## Monumente și atracții turistice
În vecinătatea sitului și în arealul acestuia se află numeroase obiective de interes istoric, cultural și turistic (lăcașuri de cult, castele, cetăți, situri arheologice, arii naturale protejate); astfel:

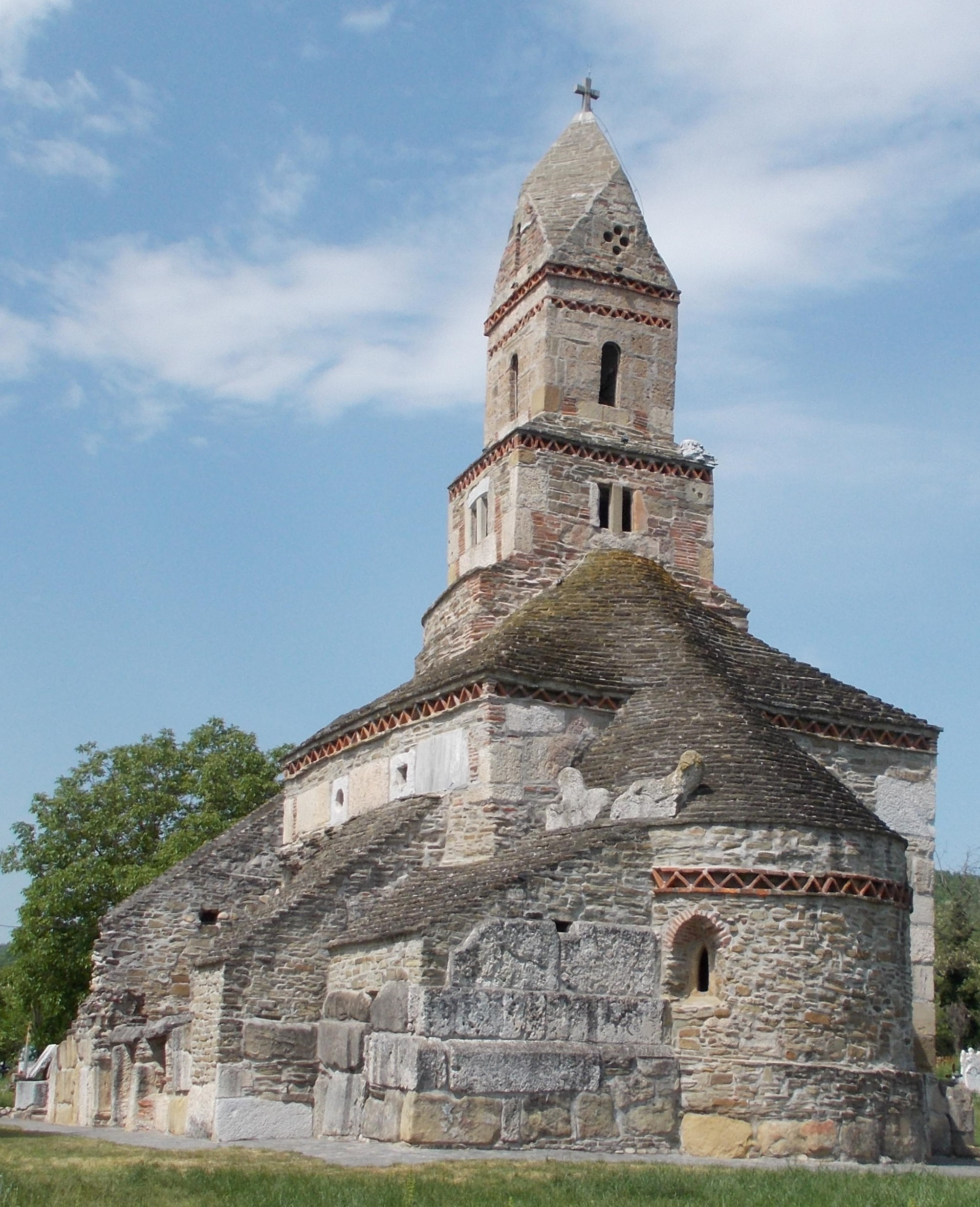
Biserica Sfântul Nicolae din Densuș

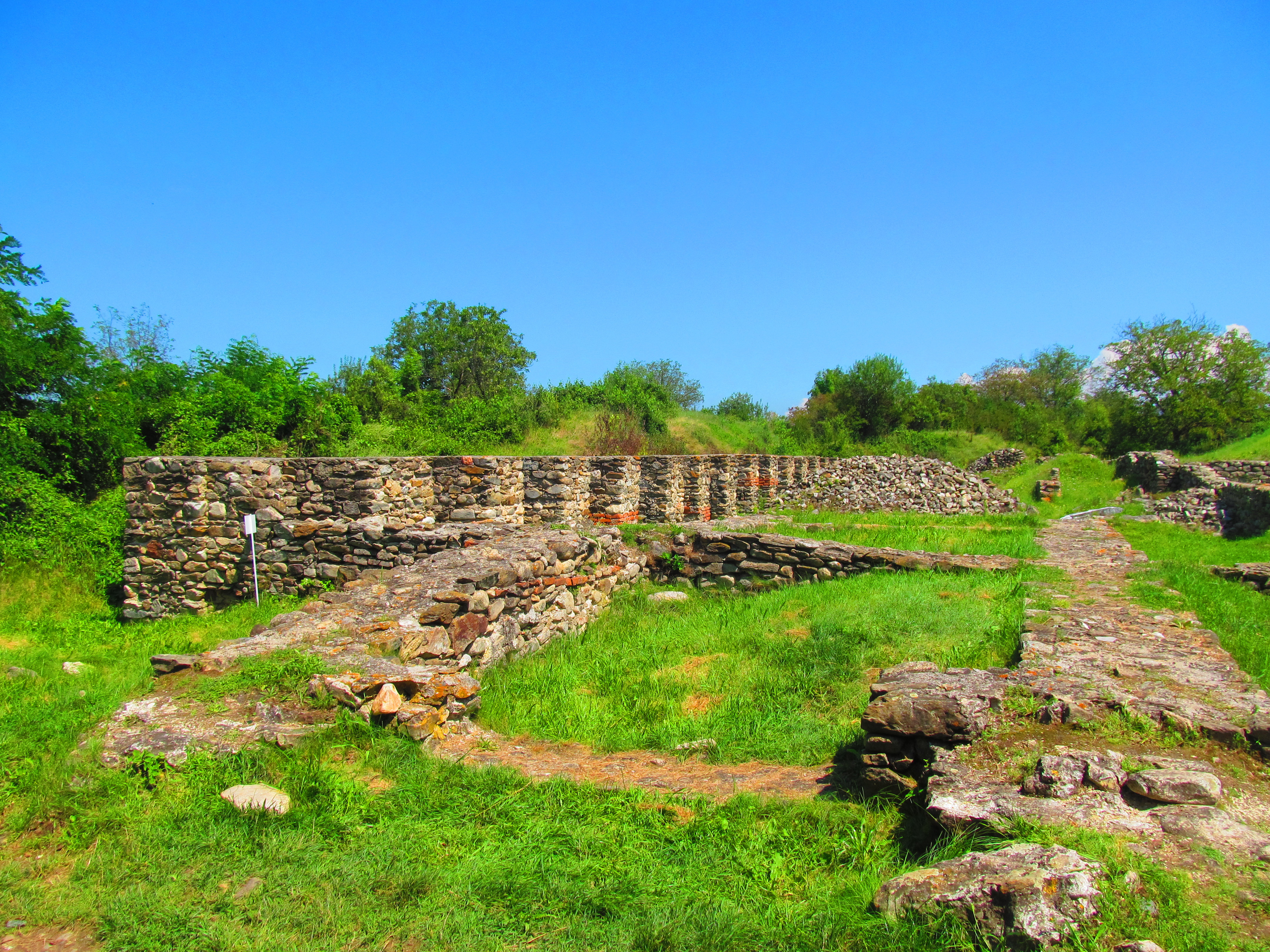
Ruinele orașului antic Ulpia Traiana Sarmizegetusa

- Biserica Sfântul Nicolae din Densuș, construcție secolul al XIII-lea, monument istoric.
- Biserica "Sf. Nicolae" din Hațeg, construcție 1821-1828, monument istoric.
- Biserica reformată din Hațeg, construcție secolul al XIX-lea, monument istoric.
- Biserica romano-catolică din Hațeg, construcție secolul al XIX-lea, monument istoric.
- Biserica Înălțarea Domnului din Nucșoara, construcție 1786, monument istoric.
- Biserica Pogorârea Sfântului Duh din Paroș, construcție secolul al XV-lea, monument istoric.
- Biserică reformată de la Peșteana, construcție sec. al XIV - XVII, monument istoric.
- Biserica "Sf. Prooroc Ilie" din Peșteana, construcție sec. XIV - XV, monument istoric.
- Biserica "Pogorârea Sf. Duh" din Ponor, construcție secolul al XVIII-lea, monument istoric.
- Biserică parohială reformată din Râu Alb, construcție sec. XV - XVI, monument istoric.
- Biserica cnezilor Cândea din Sântămăria-Orlea, construcție secolul al XIII-lea, monument istoric.
- Biserica Nemeșilor din Sălașu de Sus, construcție secolul al XVI-lea, monument istoric.
- Biserica de zid Sfinții Atanasie și Chiril din Sălașu de Sus, construcție secolul al XVII-lea, monument istoric.
- Biserica de zid Sfântul Gheorghe din Sânpetru, construcție secolul al XIV-lea, monument istoric.
- Biserica cnezilor Cândea din Suseni, construcție secolul al XIV-lea, monument istoric.
- Castelul Kendeffy din Sântămăria-Orlea, construcție secolul al XVIII-lea, monument istoric.
- Curtea cnezilor Cândreș din Sălașu de Sus, construcție sec. XV - XVII, monument istoric.
- Castelul contelui Nopcsa din Săcel, construcție secolul al XIX-lea, monument istoric.
- Curtea nobiliară a Cândeștilor din Râu de Mori, construcție sec. XV - XVI, monument istoric.
- Castelul Pogány din Păclișa, construcție secolul al XIX-lea, monument istoric.
- Castelul Nalatzi-Fay din Nălațvad, construcție secolul al XIX-lea, monument istoric.
- Ruinele orașului antic Ulpia Traiana Sarmizegetusa.
- Villa rustica de la Valea Lupului (castru roman).
- Ansamblul Cetății Mălăiești (donjon și zid de incintă) din satul omonim, construcție secolul al XIV-lea, monument istoric.
- Ariile protejate: Parcul Natural Grădiștea Muncelului - Cioclovina, Parcul Național Retezat, Peștera Tecuri, Peștera Șura Mare, Rezervația științifică Gemenele.